# András Törő
András Törő (Budapeste, 10 de julho de 1940) é um ex-canoísta húngaro/norte-americano especialista em provas de velocidade.

## Carreira
Foi vencedor da medalha de bronze em C-2 1000 m em Roma 1960, junto com o seu colega de equipa Imre Farkas.